# Sérgio Negrão
Sergio Ricardo Negrão (São Paulo, 20 de outubro de 1961) é um ex-voleibolista e técnico brasileiro, do bairro do Ipiranga.

## Carreira
Possui uma vasta experiência no vôlei nacional como técnico, supervisor ou coordenador em vários clubes. Já comandou time masculino da Prefeitura de São Caetano (1980-1983), Pirelli/Santo André(1984-1990), dirigiu o Unimed/ABC/Santo André(1992), Colgate/São Caetano (1991-1993), Leite Moça / Leites Nestlé(1993-1999), BCN/Osasco(1999-2002),Flamengo(2005-2006), onde também atuou como coordenador técnico, assim como no Cimed/Macaé(2008). Em 2004, Sérgio trabalhou como supervisor e coordenador técnico do voleibol masculino da Ulbra. E voltou para estes cargos nas temporadas de 2007/08 e 2008/09. Entre 2002 e 2004 foi gerente geral de esportes do DC BCN / ADC FINASA, em Osasco-SP. Foi técnico do Brasília Vôlei, time feminino de vôlei do Distrito Federal. Comandou este time na Superliga feminina de vôlei nas temporadas de 2013/2014 até 2017/2018. Atualmente é técnico da equipe masculina do Viapol São José Vôlei. Foi casado com as ex-voleibolistas da Seleção Brasileira Feminina de Voleibol : Karin Rodrigues e Ricarda Lima..

## Títulos e Resultados
Treinador
- Tricampeão da Superliga (temporadas: 94/95, 95/96 e 96/97)
- Tricampeão Paulista (temporadas:93, 95 e 98)
- Tetracampeão Sul-Americano de Clubes (temporadas:92, 93, 97 e 98)
- Hexacampeão dos Jogos Regionais (temporadas:93, 95, 96, 97, 98 e 99)
- Tetracampeão da Copa Sul de Clubes (temporadas:96, 97, 98 e 99)
- Tetracampeão dos Jogos Abertos do Interior (temporadas:93, 96, 98 e 99)
- Campeão da Copa Internacional (1995)
- Campeão Mundial de Clubes (1994)
- Bicampeão da Copa Brasil de Clubes (temporadas:98 e 99)
- Bicampeão da Copa São Paulo (temporadas:98 e 99)